# Voetbalelftal van de Duitse Democratische Republiek (vrouwen)
Het Oost-Duitse vrouwenvoetbalelftal was een voetbalteam dat uitkwam voor de Duitse Democratische Republiek bij internationale wedstrijden. Het team speelde maar 1 officiële wedstrijd in zijn bestaan.

## Prestaties op eindrondes
| Europees kampioenschap \| Jaar \| Ronde \| Wed. \| W \| G \| V \| D+ \| D- \| \| ------ \| ---------------- \| ---------------- \| ---------------- \| ---------------- \| ---------------- \| ---------------- \| ---------------- \| \| 1984 \| Niet deelgenomen \| Niet deelgenomen \| Niet deelgenomen \| Niet deelgenomen \| Niet deelgenomen \| Niet deelgenomen \| Niet deelgenomen \| \| 1987 \| Niet deelgenomen \| Niet deelgenomen \| Niet deelgenomen \| Niet deelgenomen \| Niet deelgenomen \| Niet deelgenomen \| Niet deelgenomen \| \| 1989 \| Niet deelgenomen \| Niet deelgenomen \| Niet deelgenomen \| Niet deelgenomen \| Niet deelgenomen \| Niet deelgenomen \| Niet deelgenomen \| \| 1991 \| Niet deelgenomen \| Niet deelgenomen \| Niet deelgenomen \| Niet deelgenomen \| Niet deelgenomen \| Niet deelgenomen \| Niet deelgenomen \| \| Totaal \| 0/4 \| 0 \| 0 \| 0 \| 0 \| 0 \| 0 \| |                  |                  |                  |                  |                  |                  |                  |
| Jaar | Ronde            | Wed.             | W                | G                | V                | D+               | D-               |
| 1984 | Niet deelgenomen | Niet deelgenomen | Niet deelgenomen | Niet deelgenomen | Niet deelgenomen | Niet deelgenomen | Niet deelgenomen |
| 1987 | Niet deelgenomen | Niet deelgenomen | Niet deelgenomen | Niet deelgenomen | Niet deelgenomen | Niet deelgenomen | Niet deelgenomen |
| 1989 | Niet deelgenomen | Niet deelgenomen | Niet deelgenomen | Niet deelgenomen | Niet deelgenomen | Niet deelgenomen | Niet deelgenomen |
| 1991 | Niet deelgenomen | Niet deelgenomen | Niet deelgenomen | Niet deelgenomen | Niet deelgenomen | Niet deelgenomen | Niet deelgenomen |
| Totaal | 0/4              | 0                | 0                | 0                | 0                | 0                | 0                |

## Selectie
| Pos | Naam                | Geboortedatum    | Caps | Goals | Ploeg                   |
| --- | ------------------- | ---------------- | ---- | ----- | ----------------------- |
| D   | Anett Viertel       | 16 oktober 1967  | 1    | 0     | Rotation Schlema        |
| D   | Maika Alex          | 8 november 1968  | 0    | 0     | Handwerk Magdeburg      |
| V   | Heike Hoffmann      | 7 september 1963 | 1    | 0     | Turbine Potsdam         |
| V   | Beate Reuer         |                  | 0    | 0     | Turbine Potsdam         |
| V   | Katrin Hecker       | 11 juli 1963     | 1    | 0     | Rotation Schlema        |
| V   | Petra Weschenfelder | 22 april 1964    | 1    | 0     | Uni Jena                |
| V   | Sybille Lange       | 19 april 1964    | 1    | 0     | Post Rostock            |
| V   | Heidi Vater         | 7 juli 1966      | 1    | 0     | Uni Jena                |
| M   | Petra Jachtner      |                  | 0    | 0     | Numerik Karl-Marx-Stadt |
| M   | Sybille Brüdgam (C) | 4 december 1965  | 1    | 0     | Turbine Potsdam         |
| M   | Heike Ulmer         | 6 december 1967  | 1    | 0     | Rotation Schlema        |
| M   | Carmen Weiß         | 1 maart 1968     | 1    | 0     | Numerik Karl-Marx-Stadt |
| M   | Katrin Niklas       |                  | 0    | 0     | Elfe Berlin             |
| A   | Katrin Prühs        | 9 januari 1962   | 1    | 0     | Post Rostock            |
| A   | Sabine Berger       | 21 januari 1966  | 1    | 0     | Turbine Potsdam         |
| A   | Dana Krumbiegel     | 22 november 1969 | 1    | 0     | Numerik Karl-Marx-Stadt |
| A   | Doreen Meier        | 9 november 1968  | 1    | 0     | Uni Jena                |
| A   | Katrin Baaske       | 10 januari 1969  | 1    | 0     | Post Rostock            |
| A   | Birte Weiß          | 5 juni 1971      | 0    | 0     | Rotation Schlema        |
|     | Sabine Tannenberger |                  | 0    | 0     | Numerik Karl-Marx-Stadt |

## Records

### Meeste Interlands
Hieronder een lijst van de 14 speelsters die in de enige wedstrijd van het Oost-Duitse team gespeeld hebben. De speelsters in cursief zijn ingevallen.
Niemand slaagde er in een goal te maken. Na de eenmaking maakte geen enkele speelster deel uit van het Duits nationaal team.
| Rang | Speelster           | Minuten Gespeeld |
| ---- | ------------------- | ---------------- |
| 1    | Sybille Brüdgam     | 90               |
| 1    | Katrin Hecker       | 90               |
| 1    | Heike Hoffmann      | 90               |
| 1    | Dana Krumbiegel     | 90               |
| 1    | Sybille Lange       | 90               |
| 1    | Doreen Meier        | 90               |
| 1    | Katrin Prühs        | 90               |
| 1    | Anett Viertel       | 90               |
| 9    | Petra Weschenfelder | 70               |
| 10   | Katrin Baaske       | 60               |
| 11   | Heike Ulmer         | 45               |
| 11   | Carmen Weiß         | 45               |
| 13   | Sabine Berger       | 30               |
| 14   | Heidi Vater         | 20               |